# Lasionycta anthracina
Lasionycta anthracina là một loài bướm đêm thuộc họ Noctuidae. Nó được tìm thấy ở bờ biển phía đông của Labrador tới đông bắc Alberta, southward tới miền bắc New Hampshire và Lake Superior ở miền tây Ontario.
Nó được tìm thấy ở boreal forests và bogs.
Sải cánh dài 22–27 mm đối với con đực và 25–29 mm đối với con cái. Con trưởng thành bay từ giữa tháng 6 tới giữa tháng 8.